# Hasarius
Hasarius là một chi nhện trong họ Salticidae.

## Hình ảnh

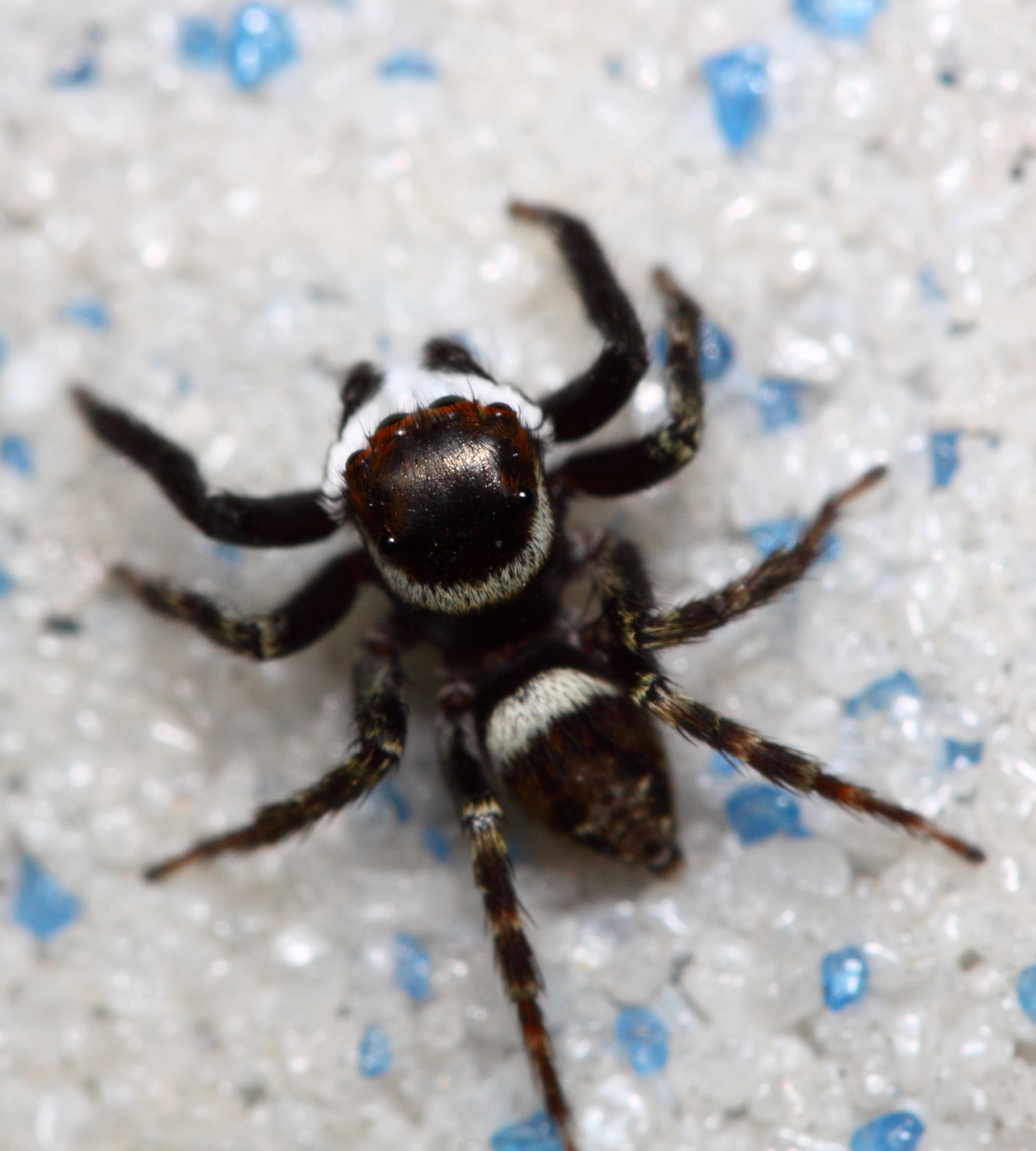
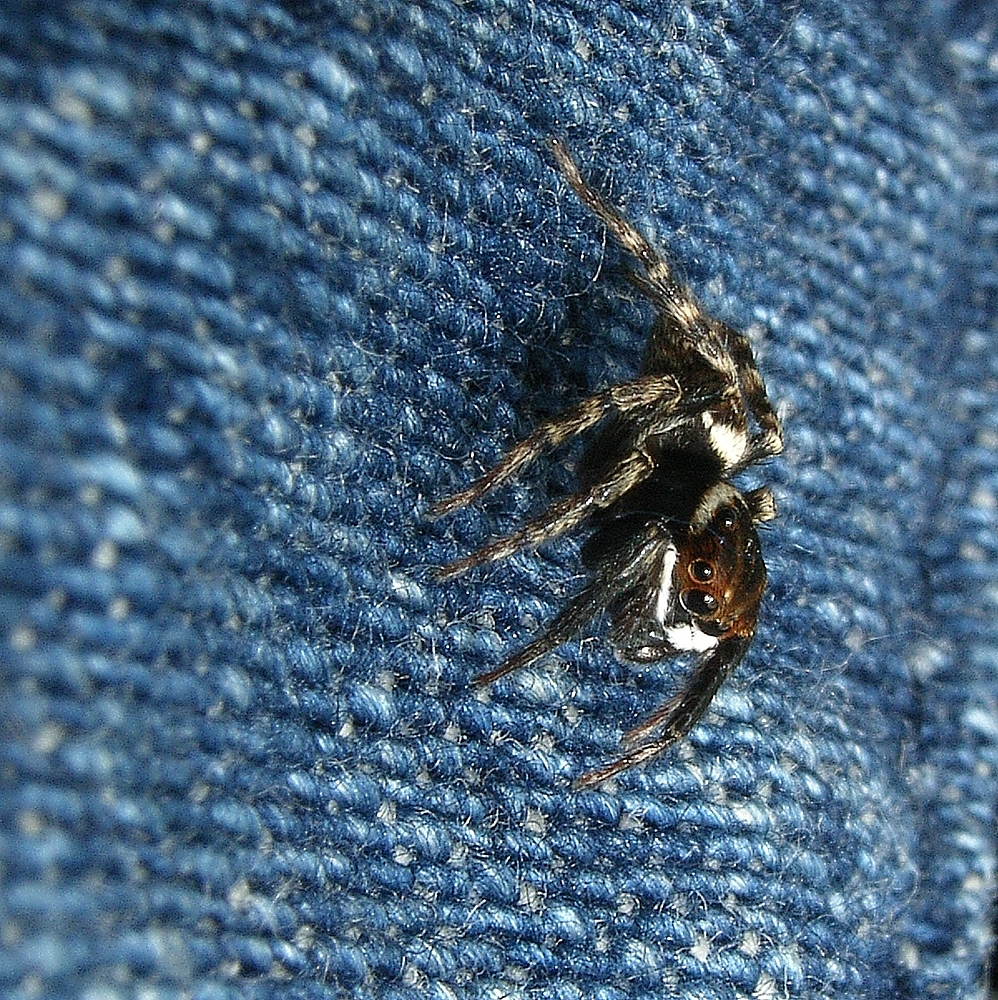